# Olpha
Olpha A.S. (Olainfarm A.S.) – łotewskie przedsiębiorstwo farmaceutyczne zlokalizowane w Olaine.
Decyzję o utworzeniu chemiczno-farmaceutycznego zakładu produkcyjnego w Olaine podjął rząd Łotewskiej Socjalistycznej Republiki Radzieckiej 4 grudnia 1965. Budowę fabryki rozpoczęto w 1968 roku, a pierwsza linia produkcyjna, wytwarzająca furaginę została uruchomiona w październiku 1972. 
Fabryka funkcjonująca pod nazwą Zakłady Chemiczno-Farmaceutyczne Olaine (Olaines ķīmiski-farmaceitiskā rūpnīca) wytwarzały początkowo substancje aktywne, a w 1980 rozpoczęła także produkcję gotowych form leków. 
W 1991 roku, po uzyskaniu niepodległości przez Łotwę, przedsiębiorstwo zostało sprywatyzowane. Od 1997 roku jest notowane na giełdzie w Rydze jako Olainfarm. Głównym udziałowcem oraz dyrektorem zarządzającym był Valērijs Maligins, jeden z najbogatszych mieszkańców Łotwy. Po jego śmierci (9 grudnia 2017) stanowisko dyrektora zarządzającego objął Olegs Grigorjevs.  